# Wadi al-Rummah
Wadi al-Rummah (en árabe: وادي الرمة) es uno de los valles río de la Península arábiga más largos, con una longitud de casi 600 km (370 millas) pertenece al Reino de Arabia Saudita. Ahora más bien seco y parcialmente bloqueado por dunas de arena que lo invaden, el wadi se localiza cerca de Medina en la montaña de Al-Abyad (que quiere decir La Montaña Blanca). Se dirige hacia el noreste, conecta a varios wadis más pequeños, como Wadi Mohallani y Wadi Murghala hacia el norte y Wadi Jifn y Wadi Jarir al sur. y termina en las dunas del desierto de Thuayrat ad-Dahna en la provincia de Al-Qassim.